# ユース (競走馬)
ユース（Youth）はフランスの競走馬、種牡馬。1976年のジョッケクルブ賞（フランスダービー）に優勝したほか、北アメリカに遠征してカナディアンインターナショナルステークスとワシントンDCインターナショナルを制した。

## 経歴

### 出自
アメリカ合衆国・テキサス州の石油商であるネルソン・バンカー・ハントが、メリーランド州で生産したサラブレッドの牡馬である。父アックアックは後年殿堂入りを果たす名馬で、ユースはその初年度産駒にあたった。また母ガザラは1967年のディアヌ賞（フランスオークス）を制した実力馬で、ユースの後にもアイリッシュセントレジャー優勝馬のゴンザレスを出すなど繁殖牝馬としても優れた馬であった。
生産者であるハント所有のもと、ユースは大西洋を越えてフランスへと送られ、シャンティイ競馬場のモーリス・ジルベール調教師のもとに預けられた。

### 競走馬時代
ユースはロンシャン競馬場で9月14日の1600メートル戦でデビューし、同競走で初勝利を挙げた。2歳戦は2戦1勝とそれほど目立った成績ではなく、重賞ではサンロマン賞（G3・1800メートル）で2着に入った程度であった。
3歳になると調子が上がり、4月4日に迎えた同年初戦のグレフュール賞（G2・2100メートル）で重賞初勝利を飾ると、続くダリュー賞（G2・2100メートル）も勝利、さらにリュパン賞（G1・2100メートル）も勝利している。その調子のまま6月6日のジョッケクルブ賞（フランスダービー・G1・2400メートル）にも出走、これに優勝した。その後間隔を空けて9月のニエル賞（G3・2200メートル）にも勝って5連勝で凱旋門賞（G1・2400メートル）に挑んだが、イヴァンジカの3着に敗れた。
凱旋門賞の後にユースはカナダへと遠征、ウッドバイン競馬場のカナディアンインターナショナルステークス（G1・13ハロン）に出走し、サンディー・ホーリー騎乗のもとで同競走を制覇した。ユースはさらにアメリカ・ローレルパーク競馬場で行われるワシントンDCインターナショナル（G1・12ハロン）に招かれて出走した。この年のワシントンDCインターナショナルにはフランスからはユースとイヴァンジカとオンマイウェイ、日本からフジノパーシア、ブラジルからヤヌス、西ドイツからヴィントヴルフ、ノルウェーからノーブルダンサー、イギリスからローズボウルなどが参戦していた。レースの序盤から中盤にかけて、ノーブルダンサー、オンマイウェイ、ローズボウル、イヴァンジカが4頭横並びで先団を形成し、ユースはその後ろ5番手を追走していた。この競走では鞍上を務めたホーリーは前に出る機会をずっと窺い、残り2ハロンのところで隙間が生まれたところでそこに飛び込み、強引に内ラチに寄って先頭を激走、2着オンマイウェイに10馬身の差をつけて優勝した。競走後にオンマイウェイの騎手アルフレッド・ジベールから進路を妨害されたと抗議され審議となったが、最終的にユースの勝利で確定した。
すでに600万ドルのシンジケートを組まれていたユースはこの競走を最後に引退、種牡馬となった。

## 種牡馬入り後
1977年よりアメリカ・ケンタッキー州のゲインズウェイファームで種牡馬入りし、のちの1987年にブラジルへと輸出された。代表産駒にはイギリスでダービーステークスに優勝したティーノソ（1980年生、牡馬）、フランスでヴェルメイユ賞に勝ったシャラヤ（1980年生、牝馬）などがいる。また、ブラジル輸出後も現地でダービー馬を出すなど広く成功を収めた。

## 血統表
| ユースの血統                   | ユースの血統                                                    | ユースの血統                                                    | （血統表の出典）                                                | （血統表の出典） |
| 父系                           | ヒムヤー系                                                      | ヒムヤー系                                                      | ヒムヤー系                                                      | [ § 2 ]          |
| 父 Ack Ack アメリカ 鹿毛 1966  | 父の父Battle Joined アメリカ 鹿毛 1959                          | Armageddon                                                      | Alsab                                                           | Alsab            |
| 父 Ack Ack アメリカ 鹿毛 1966  | 父の父Battle Joined アメリカ 鹿毛 1959                          | Armageddon                                                      | Fighting Lady                                                   |                  |
| 父 Ack Ack アメリカ 鹿毛 1966  | 父の父Battle Joined アメリカ 鹿毛 1959                          | Ethel Walker                                                    | Revoked                                                         | Revoked          |
| 父 Ack Ack アメリカ 鹿毛 1966  | 父の父Battle Joined アメリカ 鹿毛 1959                          | Ethel Walker                                                    | Ethel Terry                                                     |                  |
| 父 Ack Ack アメリカ 鹿毛 1966  | 父の母Fast Turn アメリカ 鹿毛 1959                              | Turn-to                                                         | Royal Charger                                                   | Royal Charger    |
| 父 Ack Ack アメリカ 鹿毛 1966  | 父の母Fast Turn アメリカ 鹿毛 1959                              | Turn-to                                                         | Source Sucree                                                   |                  |
| 父 Ack Ack アメリカ 鹿毛 1966  | 父の母Fast Turn アメリカ 鹿毛 1959                              | Cherokee Rose                                                   | Princequillo                                                    | Princequillo     |
| 父 Ack Ack アメリカ 鹿毛 1966  | 父の母Fast Turn アメリカ 鹿毛 1959                              | Cherokee Rose                                                   | The Squaw                                                       |                  |
| 母 Gazala フランス 黒鹿毛 1964 | 母の父Dark Star アメリカ 黒鹿毛 1950                            | Royal Gem                                                       | Dhoti                                                           | Dhoti            |
| 母 Gazala フランス 黒鹿毛 1964 | 母の父Dark Star アメリカ 黒鹿毛 1950                            | Royal Gem                                                       | French Gem                                                      |                  |
| 母 Gazala フランス 黒鹿毛 1964 | 母の父Dark Star アメリカ 黒鹿毛 1950                            | Isolde                                                          | Bull Dog                                                        | Bull Dog         |
| 母 Gazala フランス 黒鹿毛 1964 | 母の父Dark Star アメリカ 黒鹿毛 1950                            | Isolde                                                          | Fiji                                                            |                  |
| 母 Gazala フランス 黒鹿毛 1964 | 母の母Belle Angevine フランス 鹿毛 1957                         | L'Amiral                                                        | Admiral Drake                                                   | Admiral Drake    |
| 母 Gazala フランス 黒鹿毛 1964 | 母の母Belle Angevine フランス 鹿毛 1957                         | L'Amiral                                                        | Hurrylor                                                        |                  |
| 母 Gazala フランス 黒鹿毛 1964 | 母の母Belle Angevine フランス 鹿毛 1957                         | Bella                                                           | Canot                                                           | Canot            |
| 母 Gazala フランス 黒鹿毛 1964 | 母の母Belle Angevine フランス 鹿毛 1957                         | Bella                                                           | Bayan Kara                                                      |                  |
| 母系(F-No.)                    | (FN:8-a)                                                        | (FN:8-a)                                                        | (FN:8-a)                                                        | [ § 3 ]          |
| 5代内の近親交配                | Admiral Drake 4x5, Sir Gallahad・Bull Dog 4x5, Plucky Liege 5x5 | Admiral Drake 4x5, Sir Gallahad・Bull Dog 4x5, Plucky Liege 5x5 | Admiral Drake 4x5, Sir Gallahad・Bull Dog 4x5, Plucky Liege 5x5 | [ § 4 ]          |
| 出典                           | 1. 2. 3. 4.                                                     | 1. 2. 3. 4.                                                     | 1. 2. 3. 4.                                                     | 1. 2. 3. 4.      |